# 루이자 디오구

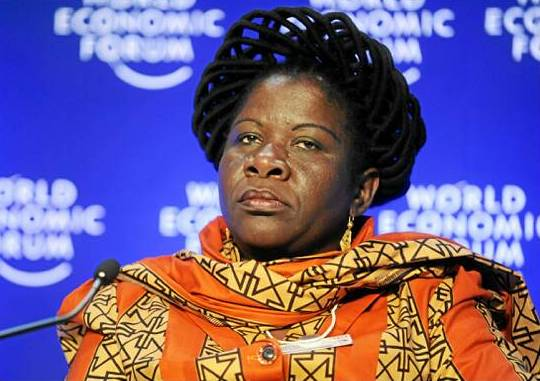

루이자 디아스 디오구(Luísa Dias Diogo, 1958년 4월 11일 ~ )는 모잠비크 공화국의 정치인이다. 프렐리모당 소속이다. 1986년 금융부 장관, 1989년 국가 예산 담당관을 맡았으며, 예산 및 금융 장관을 거쳐 2004년 2월 17일부터 2010년 1월 16일까지 모잠비크의 총리직을 수행했다. 모잠비크 사상 첫 여성 총리로, 2004년 타임지가 선정한 그 해의 100대 인물로 뽑혔다.